# Batillipes lesteri
Espèce
Batillipes lesteri est une espèce de tardigrades de la famille des Batillipedidae. 

## Distribution
Cette espèce se rencontre dans l'océan Indien en Australie et dans l'océan Atlantique au Brésil

## Description
La femelle holotype mesure 178 µm et le mâle paratype 134 µm.

## Étymologie
Cette espèce est nommée en l'honneur de Lester R. G. Cannon.

## Publication originale
- Kristensen & Mackness, 2000 : First record of the marine tardigrade genus Batillipes (Arthrotardigrada: Batillipedidae) from South Australia with a description of a new species. Records of the South Australian Museum (Adelaide), vol. 33, no 2, p. 73-87 (texte intégral).